# Anexophana
Anexophana é um gênero de mariposa pertencente à família Crambidae.